# Мануил, Савел и Исмаил
Ману́ил, Саве́л и Исма́ил (др.-греч. Μανουήλ, Σαβὲλ καὶ Ἰσμαήλ.  ум. 17 июня 362) — христианские мученики, память в Православной церкви совершается 17 июня (по юлианскому календарю).

## Жизнеописание
Согласно житию, Мануил, Савел и Исмаил были родными братьями и происходили из семьи знатного перса-язычника. Их мать была христианкой и воспитала сыновей в своей вере, они были крещены пресвитером Евноиком. В зрелом возрасте они были зачислены в войско гиренского царя Адамундара.
Братья были направлены к императору Юлиану для мирных переговоров по пограничным делам. Они были приняты с почётом, но во время языческого праздника в Халкидоне отказались принять в нём участие, что вызвало гнев Юлиана. После отказа братьев отречься от христианской веры они были подвергнуты мучениям:

Прежде всего их обнажили и, положив на землю, без пощады били суровыми ремнями по хребту и животу, а потом повесили на мучилищном месте, высоко пригвоздив к дереву их руки и ноги, и железными зубцами строгали всё тело их.
— Димитрий Ростовский. Страдание святых мучеников Мануила, Савела и Исмаила
После мучений Мануила, Савела и Исмаила обезглавили.

## Почитание и иконография
Почитание братьев-мучеников началось вскоре после их смерти. Через 30 лет император Феодосий Великий перенёс их мощи в Константинополь и построил в нём церковь их имени. Константинопольский патриарх Герман, ещё будучи простым монахом, написал канон мученикам.
Согласно Ерминии Дионисия Фурноаграфиота (1730—1733 годы) братьев следует изображать следующим образом: «Святые Мануил, с черною бородою, Савел и Измаил, с бородами едва показавшимися».
Иконописец и академик В. Д. Фартусов в своём труде «Руководство к писанию икон святых угодников Божиих. Пособие для иконописцев» об иконографии мучеников пишет следующее: «Св. муч. Мануил — средних лет с круглою бородою. Св. муч. Савел — моложе, с малою бородою. Св. муч. Измаил — с пробивающейся бородкою; у всех троих одежды персидских воинов, без лат. В руках можно писать им хартию с их изречениями: „Не остави, Господи, людем сим пребывать в толикой глубине зол, и разумному созданию Твоему не попусти в безумии погибати“ или „Разумен же есть работаяй Богу живу…“ или „О, Владыко! Еже, и Сам от неверных иудей к древу пригвожден бывый…“ или „О милосердный Владыко, даждь нам просвещение ума и прав разум…“».